# Casa Joan March
La Casa Joan March és un edifici al nucli antic de Granollers, protegit com a bé cultural d'interès local, que quedava inclòs en el recinte emmurallat de la ciutat medieval. Situat a la part posterior de la Porxada, forma part de la xarxa d'edificis agrupats entorn de l'església de Sant Esteve, centre de l'antic nucli urbà. Al segle xvi, però, es fa necessària una expansió de la vila forma muralles de forma lineal, formant els ravals al nord i al sud de la ciutat.
Edifici entre mitgeres amb dues façanes, una a la plaça de l'Oli i una altra al carrer Dr. Riera, amb carreus a la cantonada. Consta de planta baixa, dues plantes i golfes, emmarcat per un potent ràfec sostingut per modillons. A la façana del c. Dr. Riera, façana principal, portal d'entrada amb una gran porta de mig punt adovellada; a la clau de la dovella hi ha àngels que sostenen un escut. Al primer pis hi ha dues balconades, una d'arc conopial lobulat, la central d'arc pla amb guardapols el·líptic sostingut per carotes i amb un escut; l'altra finestra d'arc escarser amb motllures a la part baixa. Al segon pis són presents dues finestres balconeres amb arc conopial. A les golfes apareixen nou finestres disposades de tres en tres.